# Michael Orozco
Michael Orozco Fiscal (Orange, 7 de fevereiro de 1986) é um futebolista Norte-americano que atua como zagueiro. Atualmente defende o Tijuana.

## Carreira
Michael Orozco representou a Seleção Estadunidense de Futebol nas Olimpíadas de 2008.